# サシャ・ファインバーグ＝ムンゴメズル
- サシャ・ファインバーグ＝ムゴメズル

サシャ・ファインバーグ＝ムンゴメズル（Sacha Feinberg-Mngomezulu、2002年2月22日生まれ）は、南アフリカ共和国出身のラグビーユニオン選手。カリーカップのウェスタン・プロヴィンス、URCのストーマーズ、南アフリカ共和国代表で、ポジションはスタンドオフ、インサイドセンター、フルバックである

## 経歴

### 州代表
2021年のカリーカッププレミアディビジョンの西部州代表（ウェスタン・プロヴィンス）に選出、第6ラウンドのフリーステイト・チーターズ戦でデビューを果たした。

### クラブ
2022年に20歳で加入したストーマーズとの契約は、2024年に、2027年まで延長された。

### 南アフリカ共和国代表
イングランド生まれの父親（Nick Feinberg）を持つため、イングランド代表でプレーする資格があったが、最終的に南アフリカ共和国代表（スプリングボクス）でプレーすることを選択した。
2022年10月、南アフリカ共和国代表の年末ツアーの代表メンバーに選ばれたが、出場にはならなかった。
2024年3月、南アフリカ共和国代表の合宿に招集され、同年6月22日のウェールズ代表とのテストマッチにおいて、リザーブでデビューを果たし、ペナルティキック1、コンバージョンキック2を決めた。